# Moritz Benjowski

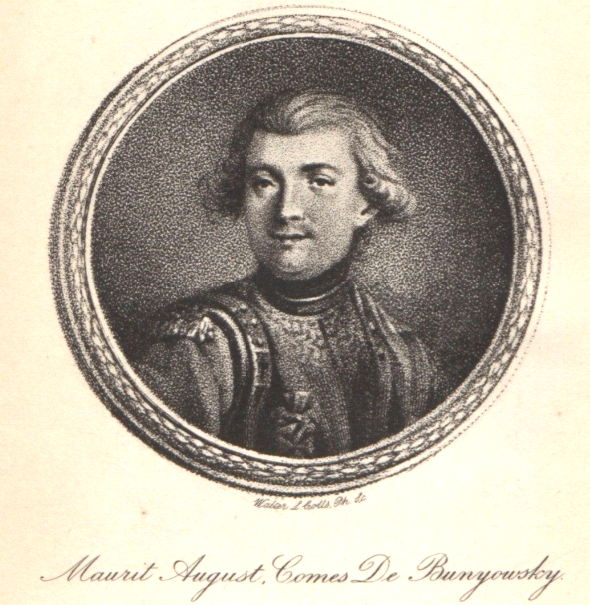
Moritz August Graf von Benjowski

Graf Moritz August Benjowski (ungarisch Benyovszky Móric Ágost, slowakisch Móric August Beňovský; * 20. September 1741 oder 1746 in Vrbové, damals Königreich Ungarn; † 23. Mai 1786 auf Madagaskar) war ein Militäroffizier, Abenteurer und Reiseschriftsteller aus dem Königreich Ungarn, der sich selbst sowohl als Ungar als auch als Pole beschrieb. Er gilt in Ungarn, Polen und der Slowakei als Nationalheld. Er wurde selbsternannter König auf Madagaskar.

## Namensvarianten
- Deutsch: Moritz (August) Benjowsky/Benyowski, Moritz August Graf von Benjowski
- Slowakisch: damalige Rechtschreibung Beňovský/Benyovszky u. ä.; voller Name in moderner Rechtschreibung Matúš Móric Michal František Serafín August Beňovský
- Ungarisch: Benyovszky Móric Ágost
- Polnisch: Maurycy August Beniowski
- Französisch: Maurice Auguste de Benyowsky/-ski
- Englisch: Maurice (Matthew) Benyowsky/Benovsky
- Latein: Mauritius Auguste de Benovensis

Der Name „Beňovský“ bedeutet wörtlich „von Beňov“.

## Geburtsjahr 1741 oder 1746
Bis heute tauchen in der Literatur mit 1741 und 1746 immer wieder zwei unterschiedliche Geburtsjahre auf. Eigenartigerweise gibt es für beide Primärquellen. 
Für das Geburtsjahr 1741 existiert ein Bestätigungsdokument, das angeblich von dem Priester Pavol Maczunda aus Vrbové am 26. Mai 1777 geschrieben und unterzeichnet wurde und das sich heute im Französischen Nationalarchiv in Paris befindet. Benjowski hatte dieses Dokument 1777, wohl auf Anfrage, den französischen Behörden als Geburtsnachweis ausgehändigt. Sein Herausgeber stützte sich im Vorwort der Erstausgabe seiner Reiseerzählung (1790, siehe Literatur) auf dieses Dokument und wurde von vielen nachfolgenden Autoren im guten Glauben kopiert.
Für das Geburtsjahr 1746 gibt es ebenfalls einen Geburtseintrag der katholischen Kirche von Vrbové. Dieses Dokument befindet sich heute im Staatsarchiv von Bratislava/Slowakei.
Wie die slowakische Historikerin Viera Pawliková-Vilhanová (1944–2019) 1986 behauptete, sei der Priester Maczunda zum Zeitpunkt, als er die Geburtsbestätigung (mit dem Geburtsjahr 1741) für Benjowski im Jahr 1777 ausfüllte, angeblich bereits so ernsthaft krank (und schreibunfähig) gewesen, dass er schon keine Eintragungen in seiner eigenen kirchlichen Registratur mehr vorgenommen habe. Der Priester starb am 26. Januar 1778. Laut Viera Pawliková-Vilhanová müsse also davon ausgegangen werden, dass die Geburtsbestätigung für 1741 zumindest ein Irrtum, vielleicht sogar eine bewusste Falschangabe darstellte, und dass das tatsächliche Geburtsdatum der 20. September 1746 gewesen sei.

## Leben
Sein Vater war der ungarische Adelige Samuel Beňowský, ein kaiserlicher General, dessen Familie aus Beňov (heute in Bytča) stammte. Seine Mutter war die Ungarin Rozália Révay. Die Familie Révay war eine bedeutende Adelsfamilie im Königreich Ungarn, die aus der Gegend um Sirmium stammte und seit dem 16. Jahrhundert große Besitztümer in der Turz besaß. In der Matrikel des Gymnasiums von Sankt Georgen (Svätý Jur – eine Vorstadt von Bratislava) ist Móric Beňowský als „slowakischer Adeliger aus Vrbové im Komitat Neutra“ eingetragen. Sein Onkel war Pole.
Laut jenen Lexika, die 1741 als Geburtsjahr angeben, soll Moritz Benjowski bis 1758 als österreichischer Leutnant im Siebenjährigen Krieg gekämpft haben. Dann erbte Benjowski die Starostie seines polnischen Onkels in Litauen. Aufkommende Erbstreitigkeiten mit seinen Schwagern in der Slowakei versuchte er 1765 eigenmächtig durch militärischen Handstreich zu regeln, weshalb ihn Maria Theresia aus Österreich ausweisen ließ. Daraufhin hielt er sich in Hamburg, Plymouth und Amsterdam auf, wo er sich der Schifffahrtskunde widmete. 1767 schloss er sich den Konföderation von Bar an, 1768 wurde er zum Oberst und Generalquartiermeister ernannt. Im Kampf gegen die Russen geriet er 1769 in Kriegsgefangenschaft und wurde zunächst nach Kasan verbannt, dann aber, nach einem Fluchtversuch, der erst in St. Petersburg endete, nach Kamtschatka.
Dort machte er sich nach eigenen Angaben nützlich, indem er den Bau eines Schulhauses veranlasste und auch für den weiteren Ausbau des Südens der Halbinsel sorgte. Hier gelang es ihm, die Gunst des Gouverneurs Nilow zu gewinnen. Seine eigene Darstellung, nach der er sich mit dessen Tochter Afanassia vermählte, wird von anderen Quellen bezweifelt. Gesichert ist, dass er mit den anderen Verbannten eine Verschwörung plante. Am 26. April 1771 kam es zum Aufstand. Der Gouverneur wurde ermordet, die Kronkasse geplündert – eine Beute von 1,5 Millionen Piaster, die er aus der Festung Bolscherezk (Bolscherezki ostrog) entwendet hatte – und die je nach Quelle zwischen 65 und 96 Aufständischen erreichten auf einem Floß die Mündung des Flusses Bolschaja. Am 11. Mai 1771 kamen sie in Tschekawinski an und fuhren von dort aus auf einer Galeote über Japan und Formosa nach Macau, welches sie am 24. September 1771 erreichten. Benjowski verkaufte die Galeote an den dortigen portugiesischen Gouverneur und fuhr auf zwei französischen Schiffen über Mauritius und Madagaskar nach Frankreich.
Dort angekommen, machte er der französischen Regierung das Angebot, Madagaskar zu erobern und eine Kolonie zu errichten. Louis XV. willigte ein, und mit etwa 250 französischen Soldaten begann Benjowski eine Expedition. Die Insel erreichte er im Februar 1774. Durch diplomatisches Geschick gelang es ihm, das Vertrauen einiger einheimischer Stämme zu gewinnen, und er ließ sich 1776 zu ihrem König wählen. Dennoch war die Expedition ein Fehlschlag; die meisten Teilnehmer starben. Auch traf im selben Jahr eine Kommission des neuen französischen Königs Louis XVI. ein, deren Bericht wenig schmeichelhaft ausfiel. Am Ende desselben Jahres kehrte er nach Frankreich zurück, um diesen Eindruck zu revidieren, was ihm auch gelang. Er wurde hoch dekoriert und mit der Pension eines Brigadegenerals dotiert. Nur seine Pläne stießen auf taube Ohren.
So kehrte er zunächst nicht nach Madagaskar zurück. Er lernte Kazimierz Pułaski und Benjamin Franklin kennen, der zur damaligen Zeit Gesandter der Vereinigten Staaten in Frankreich war. 1778/79 trat er erneut in österreichische Dienste und kämpfte im Bayerischen Erbfolgekrieg gegen Preußen. Nach mehreren Aufenthalten in Amerika nahm Benjowski 1783 dann von Baltimore aus eine zweite Expedition nach Madagaskar in Angriff. Sie sollte dem Sklavenhandel dienen. Nach der Ankunft 1785 kam es zu Gefechten mit Einheimischen, später auch mit französischen Truppen, die die Regierung von Mauritius aus entsandt hatte, bei denen Benjowski am 23. Mai 1786 schwer verwundet wurde. Kurz darauf erlag er seinen Verletzungen.
Seine Frau, Gräfin Susanne Benyovszky, starb am 1. März 1826 in Vieszka (heute Gemeinde Považany, Slowakei), in unmittelbarer Nachbarschaft des Geburtsortes ihres Mannes.

## Nachwirkung
Sein Leben war die Vorlage für das 1791 entstandene Drama Die Verschwörung in Kamtschatka von August von Kotzebue und die zweiaktige Oper Beniowski (Libretto von Gaetano Rossi, Musik von Pietro Generali, Venedig 1831). Die Unterhaltungsschriftstellerin Luise Mühlbach widmete dem abenteuerlichen Leben Benjowskis einen vierbändigen historischen Roman (1865). 1975 wurde der Vierteiler Die unfreiwilligen Reisen des Moritz August Benjowski mit Christian Quadflieg, Nicole Heesters, Sky Dumont, Heinz Weiss und Klaus Schwarzkopf im Zweiten Deutschen Fernsehen gesendet. Der Roman Le Tour du monde du roi Zibeline von Jean-Christophe Rufin aus dem Jahr 2017 hat ebenfalls das Leben des Grafen zum Inhalt und schöpft aus dessen Mémoiren.

## Ehrungen
- 1961 wurde die Benjowskigasse im Wiener Stadtteil Aspern nach ihm benannt.
- In Budapest ist eine Straße nach ihm benannt (Benyovszky Móric utca).
- In der madagassischen Stadt Antsirabe ist eine Straße nach ihm benannt (Rue Benyowsky).
- 1996 wurde in der Slowakei anlässlich seines mutmaßlich 250. Geburtstags eine 200-Korún-Silbergedenkmünze geprägt. Auf der Vorderseite ist ein historisches Segelschiff zu sehen, auf der Rückseite die Inschrift MÓRIC BENOVSKY / 200 Sk sowie das Brustbild des Weltreisenden dreiviertel nach rechts.[15]

## Schriften
- Nicholson (Hrsg.): Autobiographie. 2 Bände, London 1790.